# أرينا
أرينا (بالإيطالية: Arena)‏ هي بلدية في مقاطعة فيبو فالينتيا بمنطقة قلورية الإيطالية، وتقع على بعد 50 كيلومترًا (31 ميلًا) جنوب غرب قطنصار، و15 كيلومترًا (9 ميل) جنوب شرق فيبو فالينتيا.